# Unió de Verds i Agricultors
Unió de Verds i Agricultors (letó Zaļo un Zemnieku savienība, ZZS) és una coalició política de Letònia de caràcter agrarista, conservadora i ecologista. Fou creada el 2002 de la unió del Partit Verd de Letònia (Latvijas Zaļā partija) amb la Unió d'Agricultors Letons (Latvijas Zemnieku savienība). A diferència de les altres formacions ecologistes europees, que prefereixen les aliances d'esquerres, en aquest cas ho fan amb la dreta conservadora.
L'aliança es basa en els sentiments compartits pels votants dels dos partits. Els letons donen suport a les petites explotacions tradicionals i les perceben com a més favorables al medi ambient que l'agricultura a gran escala: la natura es veu amenaçada per al desenvolupament, mentre que les petites explotacions agrícoles es troben amenaçats per les grans explotacions agrícoles a escala industrial. Aquesta percepció s'ha traduït en una aliança entre els partits verd i agrari, cosa molt poc freqüent en altres països.
L'aliança va ser establerta abans de les eleccions legislatives letones de 2002. En aquelles eleccions va guanyar 12 dels 100 escons del Saeima. El març de 2004, Indulis Emsis del Partit Verd va ser el Primer Ministre de Letònia.
A escala europea, el Partit Verd està col·laborant amb Els Verds-Aliança Lliure Europea i els agraris amb el Partit dels Liberals Demòcrates i Reformistes Europeus. Abans de les eleccions europees de 2004 ZZS va anunciar que si guanyava algun escó, s'uniria a un dels dos grups, dependent del partit que hi pertanyés. La ZZS no va reunir el 5% dels vots necessaris per guanyar un escó al Parlament europeu i, per tant, no va tenir cap eurodiputat.
L'aliança continuà a les eleccions legislatives letones de 2006, i va guanyar 18 escons. Forma part de la coalició de govern, i el president del partit verd Indulis Emsis, qui va servir breument com a primer ministre el 2004, es va convertir en president del Parlament.
L'aliança s'ha vinculat a l'empresari i alcalde de Ventspils Aivars Lembergs en la mesura que els seus crítics han suggerit que és, de fet, Lembergs és membre de la unió. Lembergs va ser el candidat de la Unió de Verds i Agricultors per al càrrec de primer ministre el 2006, abans de ser acusat de corrupció, frau, suborn, blanqueig de diners i l'abús de poder el 20 de juliol de 2006. El 14 de març de 2007 Lembergs va ser detingut per les autoritats letones en relació amb una investigació penal.
A les eleccions de 2010, el partit va presentar com a candidat Aivars Lembergs. ZZS va icrementar la seva força parlamentària, guanyant 4 diputats respecte a les eleccions de 2006, aconseguint un 19,68% dels sufragis i 22 escons al Saeima d'un total de 100.

## Membres
| Partit | Partit                                                                                  | Ideologia                 | Posició        | Líder           | Saeima   | MEPs  |
| ------ | --------------------------------------------------------------------------------------- | ------------------------- | -------------- | --------------- | -------- | ----- |
|        | Unió d'Agricultors Letons Latvijas Zemnieku savienība                                   | Agrarisme Conservadorisme | Centre         | Armands Krauze  | 11 / 100 | 0 / 8 |
|        | Per Letònia i Ventspils Latvijai un Ventspilij                                          | Regionalisme              | Centre         | Aivars Lembergs | 2 / 100  | 0 / 8 |
|        | Partit Socialdemòcrata dels Treballadors Latvijas Sociāldemokrātiskā Strādnieku Partija | Socialdemocràcia          | Centreesquerra | Jānis Dinevičs  | 2 / 100  | 0 / 8 |
|        | Independents                                                                            | Independents              | Independents   | Independents    | 1 / 100  | 0 / 8 |

### Antics membres
| Partit | Partit                                       | Ideologia                  | Posició              | Líder         | Període   |
| ------ | -------------------------------------------- | -------------------------- | -------------------- | ------------- | --------- |
|        | Partit Verd de Letònia Latvijas Zaļā partija | Ecologisme Conservadorisme | Centre a centredreta | Edgars Tavars | 2002–2022 |
|        | Partit de Liepāja Liepājas Partija           | Localisme                  | Centredreta          | Uldis Sesks   | 2004–2022 |

## Resultats electorals

### Eleccions legislatives
| Any  | Líder            | Resultats | Resultats | Resultats | Resultats | Pos. | Govern             |
| Any  | Líder            | Vots      | %         | Escons    | +/–       | Pos. | Govern             |
| ---- | ---------------- | --------- | --------- | --------- | --------- | ---- | ------------------ |
| 2002 | Ingrīda Ūdre     | 93,759    | 9.47      | 12 / 100  | Nou       | 5è   | Coalició           |
| 2006 | Aivars Lembergs  | 151,595   | 16.81     | 18 / 100  | 6         | 2n   | Coalició           |
| 2010 | Aivars Lembergs  | 190,025   | 20.11     | 22 / 100  | 4         | 3r   | Coalició           |
| 2011 | Raimonds Vējonis | 111,957   | 12.33     | 13 / 100  | 9         | 5è   | Oposició           |
| 2014 | Raimonds Vējonis | 178,210   | 19.66     | 21 / 100  | 8         | 3r   | Coalició           |
| 2018 | Māris Kučinskis  | 83,675    | 9.97      | 11 / 100  | 10        | 6è   | Oposició           |
| 2022 | Aivars Lembergs  | 113,676   | 12.58     | 16 / 100  | 5         | 2n   | Oposició (2022-23) |
| 2022 | Aivars Lembergs  | 113,676   | 12.58     | 16 / 100  | 5         | 2n   | Coalició (2023-)   |

### Eleccions europees
| Any  | Líder                | Vots   | %          | Escons | +/– | Grup                                    |
| ---- | -------------------- | ------ | ---------- | ------ | --- | --------------------------------------- |
| 2004 | Baiba Rivža          | 24,467 | 4.28 (#8)  | 0 / 8  |     | -                                       |
| 2009 | Baiba Rivža          | 29,463 | 3.79 (#10) | 0 / 8  | =   | -                                       |
| 2014 | Andris Bērziņš       | 36,637 | 8.32 (#4)  | 1 / 8  | 1   | EFDD (2014) NI (2014-15) ALDE (2015-19) |
| 2019 | Dana Reizniece-Ozola | 25,252 | 5.37 (#6)  | 0 / 8  | 1   | -                                       |
| 2024 | Harijs Rokpelnis     | 11,852 | 2.30 (#9)  | 0 / 9  | =   | -                                       |